# 大熊座51
大熊座51，又名BD+39 2414，HD 95934、SAO 62387、HR 4309，是大熊座的一颗恒星，视星等为6，位于銀經179.75，銀緯65.03，其B1900.0坐标为赤經10h 58m 57.7s，赤緯+38° 65.03′ 49″。